# Драган Петровић
Драган Петровић (Београд, 17. децембар 1961) српски је глумац и редовни професор глуме на Факултету драмских уметности у Београду.

## Биографија
Дипломирао је у првој класи професора Владимира Јевтовића, заједно са Драганом Бјелогрлићем, Милорадом Мандићем, Весном Тривалић, Срђаном Тодоровићем, Слободаном Нинковићем, Мирјаном Јоковић, Весном Станојевић.
Ожењен је глумицом Олгом Одановић, са којом има двоје деце.

## Филмографија
| Год.       | Назив                                  | Улога                        |
| ---------- | -------------------------------------- | ---------------------------- |
| 1970-е     |                                        |                              |
| 1972.      | Ратнички таленат                       | Зоки, вођа снимања           |
| 1978.      | Сироче                                 |                              |
| 1980-е     |                                        |                              |
| 1984.      | Балкански шпијун                       | Фотограф                     |
| 1987.      | Већ виђено                             | Бобика                       |
| 1987.      | Живот у гробљанској                    | Горан                        |
| 1987.      | Седми дан                              |                              |
| 1987.      | Бригада неприлагођених                 | херој из Бектовке            |
| 1988.      | Вук Караџић                            | Франце Прешерен              |
| 1988.      | Браћа по матери                        | Војник — син усташе          |
| 1989.      | Доме, слатки доме                      | Маркс                        |
| 1990-е     |                                        |                              |
| 1990.      | Свето место                            | Богослов                     |
| 1990−1991. | Бољи живот 2                           | Јоже Липовшек                |
| 1992.      | Булевар револуције                     | Драганов човек               |
| 1994.      | Полицајац са Петловог брда             | Инспектор Милан              |
| 1995.      | Крај династије Обреновић               | капетан Јован Миљковић       |
| 1995.      | Отворена врата                         | Тијанић                      |
| 1995.      | Урнебесна трагедија                    | Милиционер Брка              |
| 1996.      | Лепа села лепо горе                    | Лаза                         |
| 1997.      | Балканска правила                      | Убица                        |
| 1998.      | Свирач (ТВ драма)                      | Бора                         |
| 1998.      | Досије 128                             | Доцент Боровић               |
| 1998.      | Кнез Михаило                           | Кнез Михаило Обреновић       |
| 1998.      | Стршљен                                | Инспектор Петер Хелмер       |
| 1999.      | Пролеће у Лимасолу                     |                              |
| 1999.      | Без поговора                           | Гус                          |
| 1999.      | Да запишем                             | Приповедач                   |
| 1999.      | Нож                                    | Огњен Барковић               |
| 1999.      | Точкови                                | стопер                       |
| 1999.      | Пропутовање                            | Главни полицајац             |
| 2000-е     |                                        |                              |
| 2000.      | Сужањ (емисија)                        | Приповедач                   |
| 2000.      | Анђео (емисија)                        | Приповедач                   |
| 2000.      | Ехо (емисија)                          | Приповедач                   |
| 2000.      | Проналазачи                            | Лука                         |
| 2000.      | Сенке успомена                         | Лекар                        |
| 2001.      | Апсолутних сто                         | Нешке                        |
| 2001.      | Бар—Београд вија Пекинг                | Гвозден Сениор               |
| 2001.      | Миленко Мисаиловић — позоришни сневач  | Приповедач                   |
| 2001.      | Миленко Мисаиловић — позоришни монах   | Приповедач                   |
| 2002.      | Рингераја                              | Павле                        |
| 2002.      | Мала ноћна музика                      | Инспектор Лабуд              |
| 2002.      | Казнени простор                        | Добривоје                    |
| 2002.      | Лисице                                 | Надин шеф                    |
| 2002.      | Кордон                                 | Црни                         |
| 2003.      | Маргина                                |                              |
| 2003.      | Волим те највише на свету              | Радојица Санадер             |
| 2004.      | Манастир Кувеждин (ТВ)                 | наратор                      |
| 2005.      | Кошаркаши                              | Инспектор                    |
| 2006.      | М(ј)ешовити брак                       | Доктор Мартиновић            |
| 2006.      | Љубав, навика, паника                  | Професор физичког            |
| 2007.      | Четврти човек                          | Инспектор                    |
| 2007.      | Позориште у кући                       | Професор Николић-Чкиља       |
| 2008.      | Принц од папира                        | Сумњиви тип                  |
| 2007−2008. | Вратиће се роде                        | Отац Милорад                 |
| 2008−2009. | Горки плодови                          | Василије „Васа“ Тимотијевић  |
| 2009.      | Ђавоља варош                           | Милко Тутуновски             |
| 2010-е     |                                        |                              |
| 2010.      | Село гори, а баба се чешља (ТВ серија) | Кожни                        |
| 2010.      | Монтевидео, Бог те видео!              | Фридрих Попс                 |
| 2010.      | Мирис кише на Балкану                  | Давид                        |
| 2011.      | Мешано месо                            | Микеланђело                  |
| 2011.      | Заједно                                |                              |
| 2012.      | Монтевидео, Бог те видео! (ТВ серија)  | Фридрих Попс                 |
| 2013.      | На путу за Монтевидео                  | Фридрих Попс                 |
| 2013.      | Фалсификатор                           | Љубинко                      |
| 2014.      | Сјене                                  | др Мартин Папенхајм          |
| 2014.      | Бранио сам Младу Босну                 | Судија Куриналди             |
| 2015.      | Бранио сам Младу Босну (ТВ серија)     | Судија Куриналди             |
| 2015.      | Чизмаши                                | Потпуковник Тијанић          |
| 2015.      | Рођендан господина Нушића              | Спасоје                      |
| 2016.      | Стадо                                  | Таса                         |
| 2016.      | Андрија и Анђелка                      | Звонко Тртић                 |
| 2017.      | Сенке над Балканом                     | доктор Константин Авакумовић |
| 2018.      | Принц Растко српски                    | учитељ                       |
| 2018.      | Погрешан човек                         |                              |
| 2018−2020. | Војна академија                        | Васа, Цецин тата             |
| 2019.      | Делиријум тременс                      | Крста                        |
| 2019.      | О животу и о смрти                     | Отац                         |
| 2019.      | Пет                                    | Миленко из Аустрије          |
| 2020-е     |                                        |                              |
| 2020.      | Пролеће на последњем језеру            | Август Мишетић               |
| 2021.      | Име народа                             | Тиса Коломан                 |
| 2021.      | Име народа (мини-серија)               | Тиса Коломан                 |
| 2022.      | Чудне љубави                           | баба                         |
| 2022.      | Било једном у Србији                   | Тонкин старији               |
| 2022.      | Било једном у Србији (ТВ серија)       | Тонкин старији               |
| 2023.      | Хероји Халијарда                       |                              |
| 2023.      | Позив (ТВ серија)                      | Неша                         |
| 2023.      | Тунел (ТВ серија)                      | Милутин Гавриловић           |
| 2024.      | Сети ме се                             |                              |

## Позориште
Неке од улога:
| Назив представе           | Позориште                       | Редитељ                 |
| ------------------------- | ------------------------------- | ----------------------- |
| Колубарска битка          | Југословенско драмско позориште | Арса Јовановић          |
| Сеобе                     | Југословенско драмско позориште | Вида Огњеновић          |
| Родољупци                 | Југословенско драмско позориште | Дејан Мијач             |
| Бура                      | Југословенско драмско позориште | Дејан Мијач             |
| У агонији                 | Југословенско драмско позориште | Вида Огњеновић          |
| Бал                       | Југословенско драмско позориште | Ернест Милер            |
| Ружење народа у два дела  | Југословенско драмско позориште | Дејан Мијач             |
| Улични пси                | Југословенско драмско позориште | Омар Абу Ел Руб         |
| Београдска трилогија      | Југословенско драмско позориште | Горан Марковић          |
| Мајстор                   | Југословенско драмско позориште | Димитрије Јовановић     |
| Саслушање                 | Југословенско драмско позориште | Бранислав Мићуновић     |
| Мизантроп                 | Југословенско драмско позориште | Дејан Мијач             |
| Арсеник и старе чипке     | Југословенско драмско позориште | Драган Јовановић        |
| Кнез Михаило              | Југословенско драмско позориште | Драган Јовановић        |
| Лаки комад                | Звездара театар                 | Владимир Јевтовић       |
| Пандорина кутија          | Београдско драмско позориште    | Горан Марковић          |
| Вила сашино               | Београдско драмско позориште    | Милан Караџић           |
| Делирујум тременс         | Београдско драмско позориште    | Горан Марковић          |
| Мала трилогија смрти      | Београдско драмско позориште    | Небојша Брадић          |
| Апологија непријатељу     | Београдско драмско позориште    | Давид Путник            |
| Брод љубави               | Београдско драмско позориште    | Дарко Бајић             |
| Блуз за Месију            | Београдско драмско позориште    | Јагош Марковић          |
| Буђење пролећа            | Београдско драмско позориште    | Небојша Брадић          |
| Дисхармонија              | Београдско драмско позориште    | Небојша Брадић          |
| Доктор Д                  | Београдско драмско позориште    | Горан Марковић          |
| Јастучко                  | Београдско драмско позориште    | Ања Шуша                |
| Превођење                 | Југословенско драмско позориште | Дејан Мијач             |
| У лову на бубашвабе       | Југословенско драмско позориште | Вељко Мићуновић         |
| Рођендан господина Нушића | Звездара театар                 | Небојша Брадић          |
| Савршен крој              | Звездара театар                 | Д. Петровић/С. Нинковић |
| Смрт трговачког путника   | Београдско драмско позориште    | Вељко Мићуновић         |
| Свирај то поново Сем      | Београдско драмско позориште    | Марко Манојловић        |
| У пола цене               | Београдско драмско позориште    | Сташа Копривица         |
| Усамљени запад            | Београдско драмско позориште    | Драган Петровић Пеле    |
| Хипноза једне љубави      | Звездара театар                 | Душан Ковачевић         |
| Хор бечких дечака         | Славија театар                  | Ирфан Менсур            |

## Награде
- Статуета Ћуран за најбоље глумачко остварење, на Данима комедије у Јагодини, 2017. године за улогу доктора Васе у представи "Хипноза једне љубави".
- Статуета Ћуран за најбоље глумачко остварење, на Данима комедије у Јагодини, 2015. године за улогу Спасоја у представи "Рођендан господина Нушића".
- Статуета Ћуран за најбоље глумачко остварење, на Данима комедије у Јагодини, 2011. године за улогу Веселог у представи "Живот у тесним ципелама".
- Награда Зоранов брк за најбољег глумца, за улогу Веселог у представи "Живот у тесним ципелама", на Фестивалу "Дани Зорана Радмиловића" у Зајечару.
- Награда Зоранов брк за најбољег глумца, за улогу доктора Васе у представи "Хипноза једне љубави", на Фестивалу "Дани Зорана Радмиловића" у Зајечару, 2017. године.
- Награда за најбоље глумачко остварење, за улогу доктора Васе у представи "Хипноза једне љубави", 4. Буцини дани, Александровац, 2017.
- Повеља за најбољу мушку улогу, за улогу Црног у филму Кордон, на Филмским сусретима у Нишу, 2003. године
- Јоакимова награда за глуму, за улогу доктора Васе у представи "Хипноза једне љубави", Јоаким Интерфест, 2017.
- Гран при за најбољи партнерски однос са Наташом Нинковић у представи "У лову на бубашвабе" , Други међународни фестивал глумаца, Никшић.
- Гран при "Татјана Лукјанова" за улогу Шулца у представи "Блуз за месију", Београдско драмско позориште, 2006. године.
- Златни беочуг за трајни допринос култури.
- Велика повеља за мушку улогу у филму Горана Марковића Кордон 2003 године.
- Награда "Спомен на глумца ", глумцу вечери, за улогу Јоја у представи "Тре сорелле" , на фестивалу "Глумачке свечаности Миливоје Живановић" у Пожаревцу 2005. године.
- Награда "Статуета Миливоје Живановић" за најбољег глумца, (улога Јоја ) у представи "Тре сорелле" , на фестивалу "Глумачке свечаности Миливоје Живановић" у Пожаревцу 2005. године.
- Годишња награда Југословенског драмског позоришта, за улогу Франца Мора у представи " Разбојници ", 1992. године
- Годишња награда Југословенског драмског позоришта, за улогу Кнеза Михаила у истоименој представи, 1996. године.
- Годишња награда Београдског драмског позоришта за допринос позоришној уметности 2002. године.